# Marche-en-Famenne (huyện)
Huyện Marche-en-Famenne (tiếng Pháp: Arrondissement de Marche-en-Famenne; tiếng Hà Lan: Arrondissement Marche-en-Famenne) là một trong năm huyện hành chính ở tỉnh Luxembourg, Bỉ. Huyện này vừa là huyện hành chính và huyện tư pháp. Tuy nhiên, huyện tư pháp Marche-en-Famenne cũng bao gồm các đô thị Gouvy, Houffalize và Vielsalm ở huyện Bastogne.

## Các đô thị
Huyện hành chính Marche-en-Famenne bao gồm các đô thị sau:
- Durbuy
- Erezée
- Hotton
- La Roche-en-Ardenne
- Manhay
- Marche-en-Famenne
- Nassogne
- Rendeux
- Tenneville